# Ewangeliarz emmeramski
Ewangeliarz emmeramski – ewangeliarz pochodzący z końca XI lub początku XII wieku ze skryptorium klasztoru św. Emmerama w Ratyzbonie. Zawiera cztery Ewangelie poprzedzone dedykacjami Ojców Kościoła oraz Kanonami Zgodności, a zakończony Capitulare evangeliorum. Manuskrypt jest ozdobiony inicjałami oraz miniaturami.

## Opis
Tekst rękopisu tworzą pergaminowe karty oraz zeszyte ze sobą foliały, złożone w quaterion. Pierwszy z foliałów wydaje się nietypowy, gdyż tworzy go arkusz złożony na pół. Mógł on zostać dołączony do rękopisu już po napisaniu ewangeliarza. Wszystkie strony ewangeliarza zostały ponumerowane cyframi rzymskimi z wyjątkiem pierwszego nietypowego arkusza.
Manuskrypt został ozdobiony skromnymi inicjałami roślinnymi i zwierzęcymi, a także kilkunastoma miniaturami przedstawiającymi świętego Emmerama oraz ewangelistów: Mateusza, Jana, Marka i Łukasza. Miniatury przedstawiają świętego Emmerama na tronie z otwartą księgą, wraz ze świętymi Wolfgangiem i Dionizym, a także z biskupami Ratyzbony Gaubaldem i Tutonem. Charakterystyczną cechą ilustracji malarskich ewangeliarza jest prawie zupełny brak miniatur ilustrujących tekst ewangelii, przy jednoczesnym wykorzystaniu ilustracji w dużym stopniu niemających związku z treścią. Pod tym względem charakteryzuje go jasna kompozycja przy pewnej surowości i powściągliwości form.

## Czas powstania
Miniatury przedstawiające głównie lokalnych świętych bawarskich, wskazują na jego pochodzenie ze skryptorium klasztoru św. Emmerama w Ratyzbonie z XI wieku. Na podstawie objaśnień historycznych osób, znajdujących się na miniaturach, datę powstania rękopisu umieszcza się w przedziale lat 1070–1111. Szczególne znaczenie ma miniatura na stronie czwartej, przedstawiająca stojących pod arkadami w górnym rzędzie trzech władców, a w dolnym trzech opatów. Odnośnie do tożsamości władców umieszczonych na ilustracji istnieją spory. Józef Szujski zidentyfikował ich jako króla Henryka I (na tronie w latach 919–936), cesarza Henryka II (na tronie w latach 1002–1024) oraz Konrada II (na tronie w latach 1024–1039). Późniejsi badacze manuskryptu uznali jednak, że ilustracja przedstawia Henryka IV (1056–1106) oraz dwóch jego synów Konrada i Henryka V. Natomiast w dolnym rzędzie znaleźli się opaci zarządzający benedyktyńskim klasztorem świętego Emmerama w Ratyzbonie: Eberhard (1064–1070), Ramwold (975–1000/1001), Rutpert (1070–1095).
Według Bronisławy Malik-Gumińskiej w „Ewangeliarzu emmeramskim na stronie czwartej przedstawiono władców za życia”, a postać ze strony pierwszej tego ewangeliarza to Henryk V. Postać władcy zdobiąca pierwszą stronę kodeksu została wystylizowana w konwencji obrazującej biblijnego króla Dawida i ma wyraźnie charakter abstrakcyjny. Ratyzbońscy mnisi przedstawili więc panującego cesarza oraz dwóch królów: Konrada w Italii oraz Henryka-juniora w Niemczech. W tym czasie nikt nie potrafił przewidzieć, który z nich dwóch stanie na czele Imperium, po śmierci ojca. W tej sytuacji autor miniatury ze strony czwartej przedstawił stan faktyczny. Postacią centralną ilustracji uczynił panującego cesarza, a po jego bokach umieścił obu synów równocześnie, wszystkie trzy postacie wyposażając w te same insygnia władzy. W ten sposób na ilustracji odwzorował sytuację, jaka panowała w Cesarstwie około roku 1100. I właśnie około tej daty zaczęto spisywać i przyozdabiać ewangeliarz.
Na podstawie tych identyfikacji określono rok 1099, w którym koronowano Henryka IV na króla niemieckiego, jako prawdopodobny rok powstania ewangeliarza lub też rozszerzając granice powstania rękopisu na lata 1099–1106. Według drugiej propozycji osoby przedstawione na ilustracji, wraz z Henrykiem V, przesuwają datę powstania manuskryptu na lata 1106–1111. Zależnie od ocen, ewangeliarz ten jest określany mianem Kodeksu Henryka IV lub też Henryka V.

## Historia manuskryptu
Do Polski ewangeliarz dotarł prawdopodobnie poprzez Judytę Marię, córkę cesarza Henryka III i siostrę Henryka IV lub też jako posag Agnieszki, żony Władysława Wygnańca. Judyta Maria była żoną Salomona węgierskiego. Po jego śmierci, w 1087 roku, poślubiła Władysława Hermana. Przewrót polityczny w Polsce, jaki nastąpił po wygnaniu króla Bolesława Śmiałego i przejściu Władysława Hermana na stronę króla niemieckiego Henryka IV oraz sojusz zawarty z czeskim księciem Wratysławem, otworzyły kupcom ratyzbońskim drogę do Polski i dalej do Kijowa. Z przekazów historycznych Ottona z Bambergu wynika, że Judyta Maria pozostawała w żywej korespondencji ze swoim bratem Henrykiem IV, a także często wymieniała z nim dary. Możliwe więc, że za otrzymane podarunki brat przekazał jej ewangeliarz emmeramski. Zaś Agnieszka, żona Władysława Wygnańca mogła otrzymać kodeks w posagu. Przypuszczalna data jej zaślubin, przypadająca na lata 1125–1127, może więc wskazywać na datę przywiezienia kodeksu do Polski. W czasie swego pobytu Agnieszka mieszkała zapewne na Wawelu, musiała też utrzymywać kontakty z Kapitułą, a chcąc zjednać poparcie małżonkowi, mogła ewangeliarz Henryka V, swego wuja, ofiarować katedrze krakowskiej.
Ewangeliarz emmeramski przechowywany jest w Archiwum i Bibliotece Krakowskiej Kapituły Katedralnej, Ms 208, (70).